# 陈怀龙
陈怀龙，中华人民共和国政治人物、外交官。1997年，接替徐绍海担任中华人民共和国驻赤道几内亚大使。2000年，由许昌财接任。